# NGC 1848
NGC 1848 ist die Bezeichnung eines offenen Sternhaufens im Sternbild Mensa. Das Objekt wurde am 26. November 1834 von John Herschel entdeckt.